# Керолайн Ділайл
Керолайн Ділайл (англ. Caroline Delisle; нар. 5 жовтня 1969) — колишня канадська тенісистка.
Найвищу одиночну позицію світового рейтингу — 237 місце досягла 28 лютого, 1994, парну — 94 місце — 15 січня, 1996 року.
Найвищим досягненням на турнірах Великого шолома було 3 коло в парному розряді.

## Фінали ITF
| турніри $25,000 |
| турніри $10,000 |

### Парний розряд (5–4)
| Результат | Ранг | Дата            | Турнір                       | Покриття | Партнерка      | Суперниці                        | Рахунок       |
| --------- | ---- | --------------- | ---------------------------- | -------- | -------------- | -------------------------------- | ------------- |
| Перемога  | 1.   | 20 квітня 1992  | Ноттінгем, Велика Британія   | Тверде   | Мелані Бернард | Емі Делоун Ліза Макші            | 6–3, 7–5      |
| Поразка   | 1.   | 13 липня 1992   | Евансвілл (Індіана), США     | Тверде   | Мелані Бернард | Деніелл Джонс Тесса Прайс        | 2–6, 6–4, 4–6 |
| Поразка   | 2.   | 1 лютого 1993   | Мідленд (Мічиган), США       | Тверде   | Меймі Сеніза   | Мередіт Макґрат Патті Фендік     | 6–7(5), 2–6   |
| Поразка   | 3.   | 15 березня 1993 | Сан-Луїс-Потосі, Мексика     | Тверде   | Мелані Бернард | Сандра Качіч Жанетта Гусарова    | 3–6, 6–3, 3–6 |
| Перемога  | 2.   | 22 березня 1993 | Сент-Саймонс (Джорджія), США | Ґрунт    | Мелані Бернард | Джастін Годдер Жанетта Гусарова  | 7–5, 3–6, 6–4 |
| Перемога  | 3.   | 16 травня 1993  | Леон (Мексика), Мексика      | Ґрунт    | Мелані Бернард | Рената Колбовіч Ванесса Вебб     | 3–6, 6–3, 6–1 |
| Перемога  | 4.   | 12 липня 1993   | Вінніпег, Канада             | Тверде   | Мелані Бернард | Жанетта Гусарова Наґано Хіромі   | W/O           |
| Поразка   | 4.   | 18 вересня 1994 | Ванкувер, Канада             | Тверде   | Мелані Бернард | Марджорі Блеквуд Рената Колбовіч | 5–7, 2–6      |
| Перемога  | 5.   | 31 липня 1995   | Місісага, Канада             | Тверде   | Рене Сімпсон   | Кірстін Фрає Анікве Снейдерс     | 6–3, 6–2      |